# زبیگنیف کاچمارک (وزنه‌بردار)
زبیگنیف کاچمارک ((به لهستانی: Zbigniew Kaczmarek)؛ زادهٔ ۲۱ ژوئن ۱۹۴۶) وزنه‌بردار اهل لهستان بود.